# أبي ريليس
أبراهام «كيد تويست» ريليس (10 مايو 1906-12 نوفمبر 1941) كان رجل عصابة يهودي من نيويورك كان قاتلًا لصالح شركة القتل المحدودة.
تحول ريليس لاحقًا إلى شاهد حكومي وأرسل العديد من أعضاء شركة القتل المحدودة إلى عقوبة الإعدام بالكرسي الكهربائي. ربما يكون سبب وفاة ريليس من السقوط من خلال نافذة أثناء احتجازه لدى الشرطة بمثابة ضربة من قبل المافيا الأمريكية، حيث كان من المقرر أن يشهد ضد رئيس الجريمة في عائلة غامبينو ورئيسه المستقبلي ألبرت أناستازيا.

## السنوات المبكرة
أبراهام ريليس هو ابن مهاجرين يهود نمساويين، في منطقة براونزفيل في بروكلين، نيويورك. والده سام، عمل في حرفة الملابس حتى وقت ما خلال فترة الكساد الكبير. كان اسمه العبري الرسمي الكامل ألكانة بن شمعون.
التحق ريليس بالمدرسة حتى الصف الثامن بعدها ترك المدرسة وبدأ التسكع وسرعان ما تعاون مع اثنين من أصدقاءه، مارتن «بوجسي» غولدشتاين وهاري «بيتسبرغ فيل» شتراوس. تم اعتقاله الأول عام 1921 لسرقته ما قيمته 2 دولار من العلكة وحبس لمدة أربعة أشهر.
أصبح ريليس بارعًا جدًا في استخدام معول الثلج وعند تنفيذ جرائم القتل كان يمرر المعول من أذن ضحيته إلى الدماغ مباشرة لدرجة أن العديد من ضحايا القتل كان يُعتقد أنهم ماتوا بسبب نزيف في المخ.

## مخبر حكومي
في عام 1940، تورط ريليس في عدد من عمليات القتل. أدرك ريليس أنه سيواجه الإعدام في حالة إدانته، وأصبح شاهدًا حكوميًا. ورط ريليس رئيسه ليبكي بوشالتر في مقتل جوزيف روزن صاحب محل حلويات في بروكلين. أُدين بوشالتر في النهاية وأُعدم بسبب هذه الجريمة. أشارت معلومات ريليس أيضًا إلى تورط لويس كابوني، ومندي فايس، وهاري مايوني، وهاري شتراوس، وفرانك أبانداندو، وإيرفينغ نيتسبيرغ، وحتى صديق طفولته بوجسي غولدشتاين. أُدين جميعهم وأُعدموا في نهاية المطاف باستثناء نيتزبرغ. كان الهدف التالي لريليس هو ألبرت أناستازيا، الذي كان رئيسًا مشاركًا للعمليات في شركة القتل المحدودة.
ورط ريليس أناستازيا في مقتل بيت بانتو، عامل الشحن والتفريغ في النقابة. ومع ذلك، على عكس الأعضاء الآخرين في شركة القتل المحدودة. كانت أناستازيا عضوًا رفيع المستوى في كوزا نوسترا. تم تحديد المحاكمة، التي تستند فقط إلى شهادة ريليس، في 12 نوفمبر 1941. حتى ذلك الحين، كان ريليس تحت حراسة مستمرة من قبل محققي الشرطة في فندق هاف مون في كوني آيلاند.

## موته
في الصباح الباكر من يوم 12 نوفمبر 1941، مع حراسة الشرطة للباب، سقط ريليس حتى وفاته من نافذة في الغرفة 623 في فندق هاف مون.
يبدو أنه ربما كان يحاول أن ينزل نفسه إلى نافذة الطابق الخامس تحتها باستخدام ملاءتين مربوطين معًا ثم بسلك طوله أربعة أقدام تم توصيله بصمام في غرفته. ومع ذلك، تم فك عقدة الأسلاك في الصمام، وسقط في الطابق الثاني، وأطلقت عليه الصحف لقب «الكناري الذي يمكنه الغناء، لكنه لا يستطيع الطيران».
في اليوم التالي، تم تخفيض رتب خمسة من ضباط الشرطة كانوا يحرسونه.
كانت هناك تكهنات واسعة النطاق بأنه قد تم إلقاؤه أو دفعه خارج النافذة وتم ترتيب الغرفة لتبدو وكأنه يحاول الهرب. لم يُظهر ريليس أي ميل للهروب من الحجز الوقائي وأظهر بالفعل خوفًا من أن يكون بعيدًا عن مرمى سمع الشرطة.
في يوم وفاته، كان من المقرر أن يشهد ضد أناستازيا، عضو رفيع المستوى في كوزا نوسترا، واستندت المحاكمة فقط إلى شهادة ريليس. وبحسب ما ورد جمع فرانك كوستيلو 100000 دولار لرشوة هؤلاء الحراس لقتل ريليس. في عام 2005 تم الإبلاغ عن أدلة على أن المحقق في شرطة نيويورك تشارلز بيرنز، أحد حراس ريليس الشخصيين، متورط في الاختفاء والقتل المحتمل لقاضي مكافحة الفساد في نيويورك جوزيف فورس كريتر في عام 1930.
ومع ذلك، في عام 1951، خلصت هيئة محلفين كبرى إلى أن ريليس مات عن طريق الخطأ أثناء محاولة الهروب.
تم دفن ريليس في مقبرة جبل الكرمل القديمة في غليندال، كوينز.